# Challenger de Liberec 2022
El torneo Svijany Open 2022 fue un torneo de tenis perteneció al ATP Challenger Tour 2022 en la categoría Challenger 80. Se trató de la 9ª edición; el torneo tuvo lugar en la ciudad de Liberec (República Checa), desde el 1 de agosto hasta el 7 de agosto de 2022 sobre pista de tierra batida al aire libre.

## Jugadores participantes del cuadro de individuales
| Favorito | País                       | Jugador        | Rank1 | Posición en el torneo |
| -------- | -------------------------- | -------------- | ----- | --------------------- |
| 1        | Bandera de República Checa | Jiří Lehečka   | 68    | CAMPEÓN               |
| 2        | Bandera de Portugal        | Nuno Borges    | 115   | Cuartos de final      |
| 3        | Bandera de Eslovaquia      | Norbert Gombos | 117   | Cuartos de final      |
| 4        | Bandera de República Checa | Tomáš Macháč   | 138   | Cuartos de final      |
| 5        | Bandera de Austria         | Jurij Rodionov | 145   | Primera ronda         |
| 6        | Bandera de Francia         | Manuel Guinard | 148   | Segunda ronda         |
| 7        | Bandera de República Checa | Vít Kopřiva    | 159   | Cuartos de final      |
| 8        | Bandera de Austria         | Gerald Melzer  | 188   | Baja                  |

- 1 Se ha tomado en cuenta el ranking del 25 de julio de 2022.

### Otros participantes
Los siguientes jugadores recibieron una invitación (wild card), por lo tanto ingresan directamente al cuadro principal (WC):
- Andrew Paulson
- Daniel Siniakov
- Michael Vrbenský

Los siguientes jugadores ingresan al cuadro principal tras disputar el cuadro clasificatorio (Q):
- Giovanni Mpetshi Perricard
- Sumit Nagal
- Lukas Neumayer
- Petr Nouza
- Yshai Oliel
- Denis Yevseyev

## Campeones

### Individual Masculino
- Jiří Lehečka derrotó en la final a  Nicolás Álvarez Varona, 6–4, 6–4

### Dobles Masculino
- Neil Oberleitner /  Philipp Oswald derrotaron en la final a  Roman Jebavý /  Adam Pavlásek, 7–6(5), 6–2